# Récepteur de la progestérone
Pour les articles homonymes, voir PR.
Le récepteur de la progestérone (PR) est une protéine de la superfamille des récepteurs nucléaires et de la famille des récepteurs des stéroïdes, liant naturellement la progestérone, qui est la principale hormone progestative dans l'organisme.

## Généralités
Le récepteur de la progestérone, ou PR, est un membre de la superfamille des récepteurs nucléaires (NR3C3, c’est-à-dire nuclear receptor subfamilly 3, group C, member 3) qui sont des facteurs de transcription dont l'action transcriptionnelle dépendant le plus souvent de leur liaison à un ligand. Le PR est aussi un récepteur des stéroïdes car, comme son nom l’indique, il lie naturellement et spécifiquement la progestérone, une hormone stéroïde importante pour le fonctionnement de l’organisme, notamment en période de grossesse et de cycle menstruel chez la femme. Le récepteur de la progestérone est exprimé dans les tissus des organes reproducteurs, particulièrement dans les ovaires, car la progestérone est avant tout un stéroïde ovarien et placentaire, mais aussi dans le tissu osseux, la prostate, les tissus adipeux ainsi que dans la membrane vaisseaux sanguins. Cependant, le rôle de la progestérone dans ces tissus n’a pas encore été élucidé.

## Structure et isoformes
Le récepteur de la progestérone, cloné en 1986 par le groupe d'Edwin Milgrom, est composé de 933 acides aminés et agit sous forme d'un dimère. Il se présenter sous la forme de deux isoformes, PRA et PRB, qui diffèrent en taille et poids moléculaire. Ces deux isoformes sont transcrites à partir de deux promoteurs alternatifs situés sur un même gène du chromosome 11 humain en 11q22. PRB est plus long que PRA de 164 acides aminés dans son domaine N-terminal (NTD). Le PRA a deux fonctions d'activation de la transcription appelées AF1 et AF2, alors que le PRB possède en plus dans son extension N-terminale une troisième fonction d'activation spécifique appelée AF3 ou domaine BUS. Les deux isoformes ont aussi une zone IF qui inhibe la transcription. Dans le cas de PRB, cette inhibition est levée par AF3. Cela dit, PRA est un dominant négatif de PRB et il peut aussi réprimer la transcription de la plupart des autres récepteurs d’hormones stéroïdes, c’est-à-dire le récepteur des androgènes (AR), le récepteur des glucocorticoïdes (GR), le récepteur des minéralocorticoïdes (MR) et le récepteur des œstrogènes (ER). PRA est donc également important pour la régulation des fonctions des autres hormones.

## Mode d'action et fonctions
Lorsqu’il n’est pas lié à la progestérone, le récepteur de la progestérone se situe dans le cytoplasme de la cellule et est associé à des protéines HSP, aussi appelées les protéines de choc thermique ou Heat Shock Proteins. Dans cet état, il est inactif. Après la liaison de la progestérone au LBD, il y a dissociation des protéines HSP du récepteur, dimérisation des monomères, et translocation dans le noyau de la cellule. Une séquence de localisation nucléaire est nécessaire à l’entrée du récepteur dans le noyau, mais aussi pour sa sortie dans le cytoplasme. Une fois que le complexe est entré dans le noyau, le PR se dimérise et peut agir sur la transcription des gènes. Pour ce faire, des segments spécifiques existent sur l’ADN, appelés éléments de réponse PRE (pour Progesterone Responsive Elements), sur lesquels le dimère PR-progestérone va venir se fixer. Cet événement permet le recrutement des coactivateurs de transcription (tel que SRC1, JAB1,) ainsi que de l'ensemble de la machinerie transcriptionnelle (ARN polymérase de type II et les facteurs d'élongation).

## Physiopathologie
Dans une cellule dite normale, PRA et PRB coexistent selon un ratio de 1 afin de permettre le contrôle physiologique de l'action de la progestérone. Cependant, des études récentes relatent un lien entre le récepteur de la progestérone et la cancérogenèse mammaire[réf. nécessaire]. En effet, il peut survenir un débalancement de ce ratio où PRA prédomine sur PRB. Cette situation fut observée chez des patientes porteuses d’une mutation sur les gènes BRCA1/BRCA2 ou d’hyperplasies mammaires qui sont des lésions précancéreuses. BRCA1 agit comme un corégulateur transcriptionnel du récepteur des œstrogènes et c’est pourquoi on observe une perte de contrôle normal de l’effet estrogénique. Cette mutation va induire une baisse de l’activité transcriptionnelle de PR. De plus, des récentes études ont confirmé qu’une augmentation de PRA par rapport à PRB provoquait une diminution de l’adhésion cellulaire, donc une perte d’inhibition de contact des cellules, ce qui est un critère des cellules cancéreuses[réf. nécessaire]. Lorsque PRA>PRB, il peut y avoir un développement de cancers endométriaux et lorsque PRA<PRB, c’est un cancer ovarien qui risque de se développer. Le débalancement du ratio PRA/PRB s’avère une situation observée dans 50 % des tumeurs. De plus, des chercheurs ont récemment fait l’hypothèse que si l’expression de PRA/PRB augmente, la résistance au tamoxifène, un médicament contre le cancer du sein, sera plus forte[réf. nécessaire].
Il a aussi été démontré que la présence abondante de PR dans les cellules du myomètre pourrait avoir un lien avec le développement de myomes utérins. En effet, PR est toujours présent dans les cellules du myomètre normal, mais on remarque une augmentation de PRA et PRB dans les myomes. Il a été démontré que la progestérone favorise la croissance des myomes en augmentant la mitose dans les cellules et en réduisant le processus d’apoptose[réf. nécessaire]. Cela a lieu plus particulièrement en phase lutéale où la progestérone est à sa concentration la plus forte dans le corps jaune. Une hypothèse a aussi été évoquée proposant que la progestérone pourrait agir comme facteur de croissance[réf. nécessaire], car on a observé chez les femmes ménopausées avec fibromyomes qui utilisent un traitement œstroprogestatif qu’il existe une prolifération cellulaire plus accrue que chez celles qui utilisent un traitement hormonal de substitution.

## Interaction entre SPRM et PR
Les Selective Progesterone Receptor Modulators, tels que l'acétate d'ulipristal, la mifépristone (RU486) ou l'asoprisnil sont des molécules agissant comme antagoniste mixte du récepteur de la progestérone. En effet, il a été remarqué dans différentes études que le complexe RU486 et PR a la même affinité de liaison pour l'ADN que le complexe progestérone et PR, mais avec un effet antagoniste sur la transcription.
Le RU486 est utilisé lors d'interruptions volontaires de grossesse (ou pilule abortive ou pilule du lendemain), pour l'expulsion de fœtus morts in utero mais aussi en cas de d'accouchement difficile pour faciliter la délivrance du nouveau-né. L'acétate d'ulipristal est également utilisé comme pilule abortive mais avec une efficacité supérieure à celle de la mifépristone (RU486) et moins d'effets secondaires car son affinité pour les PR est supérieure à celle de la mifépristone. L'acétate d'ulipristal est également employé pour la prise en charge des fibromes utérins. Des recherches indiquent que l'acétate d'ulipristal pourrait être employé comme moyen contraceptif et peut-être pour le traitement du cancer du sein hormono-dépendant.[réf. nécessaire]